# Loncorrininis
Els loncorrininis (Lonchorhinini) són una tribu de ratpenats fil·lostòmids formada per tres gèneres i deu espècies.

## Classificació
- Gènere Lonchorhina
  - Ratpenat d'espasa de Tomes (Lonchorhina aurita)
  - Ratpenat d'espasa de Fernández (Lonchorhina fernandezi)
  - L. inusitata
  - Ratpenat d'espasa de Marinkelle (Lonchorhina marinkellei)
  - Ratpenat d'espasa de l'Orinoco (Lonchorhina orinocensis)
- Gènere Macrophyllum
  - Ratpenat camallarg (Macrophyllum macrophyllum)
- Gènere Mimon
  - Ratpenat de llança de Bennett (Mimon bennettii)
  - Ratpenat de llança de Cozumel (Mimon cozumelae)
  - Ratpenat de llança ratllat (Mimon crenulatum)
  - Ratpenat de llança de Koepcke (Mimon koepckeae)